# La Genétouze
La Genétouze és un municipi francès situat al departament del Charente Marítim i a la regió de la Nova Aquitània. L'any 2007 tenia 214 habitants.

## Demografia

### Població
El 2007 la població de fet de La Genétouze era de 214 persones. Hi havia 92 famílies de les quals 32 eren unipersonals (24 homes vivint sols i 8 dones vivint soles), 24 parelles sense fills, 28 parelles amb fills i 8 famílies monoparentals amb fills.
La població ha evolucionat segons el següent gràfic:
Habitants censats

### Habitatges
El 2007 hi havia 132 habitatges, 99 eren l'habitatge principal de la família, 26 eren segones residències i 6 estaven desocupats. Tots els 131 habitatges eren cases. Dels 99 habitatges principals, 85 estaven ocupats pels seus propietaris, 5 estaven llogats i ocupats pels llogaters i 9 estaven cedits a títol gratuït; 11 tenien dues cambres, 17 en tenien tres, 18 en tenien quatre i 54 en tenien cinc o més. 69 habitatges disposaven pel capbaix d'una plaça de pàrquing. A 48 habitatges hi havia un automòbil i a 39 n'hi havia dos o més.

### Piràmide de població
La piràmide de població per edats i sexe el 2009 era:
| Homes | Edats   | Dones |
| ----- | ------- | ----- |
| 0     | 95 o +  | 4     |
| 0     | 90 a 94 | 0     |
| 0     | 85 a 89 | 0     |
| 4     | 80 a 84 | 4     |
| 8     | 75 a 79 | 8     |
| 4     | 70 a 74 | 4     |
| 4     | 65 a 69 | 16    |
| 4     | 60 a 64 | 0     |
| 12    | 55 a 59 | 4     |
| 4     | 50 a 54 | 12    |
| 20    | 45 a 49 | 8     |
| 4     | 40 a 44 | 4     |
| 12    | 35 a 39 | 8     |
| 12    | 30 a 34 | 16    |
| 4     | 25 a 29 | 8     |
| 8     | 20 a 24 | 0     |
| 4     | 15 a 19 | 8     |
| 4     | 10 a 14 | 16    |
| 16    | 5 a 9   | 4     |
| 12    | 0 a 4   | 4     |

## Economia
El 2007 la població en edat de treballar era de 137 persones, 93 eren actives i 44 eren inactives. De les 93 persones actives 83 estaven ocupades (50 homes i 33 dones) i 10 estaven aturades (5 homes i 5 dones). De les 44 persones inactives 9 estaven jubilades, 11 estaven estudiant i 24 estaven classificades com a «altres inactius».

### Ingressos
El 2009 a La Genétouze hi havia 105 unitats fiscals que integraven 214,5 persones, la mediana anual d'ingressos fiscals per persona era de 12.857 €.

### Activitats econòmiques
Dels 4 establiments que hi havia el 2007, 2 eren d'empreses de construcció i 2 d'empreses de comerç i reparació d'automòbils.
L'únic servei als particulars que hi havia el 2009 era un guixaire pintor.
L'any 2000 a La Genétouze hi havia 35 explotacions agrícoles que ocupaven un total de 760 hectàrees.

## Poblacions més properes
El següent diagrama mostra les poblacions més properes.